# Stanisław Bychawski
Stanisław Bychawski (ur. 25 czerwca 1928 w Zbuczynie, zm. 15 października 1994 w Warszawie) – polski ekonomista, statystyk.

## Życiorys

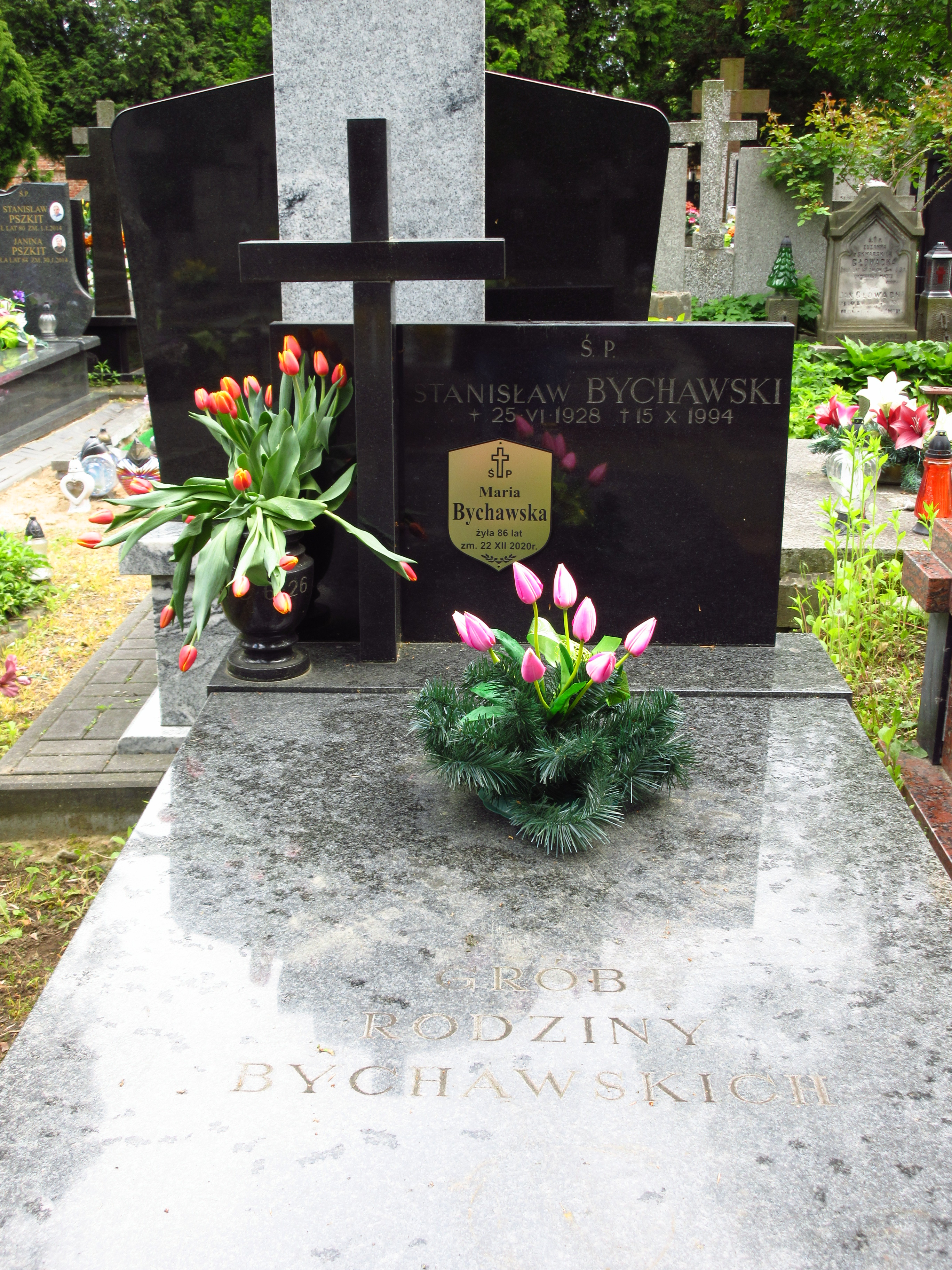
Grób Stanisława Bychawskiego na cmentarzu Bródnowskim

Od 1952 pracował w Głównym Urzędzie Statystycznym, początkowo jako technik statystyczny. W 1956 rozpoczął studia na Wydziale Ekonomiki Produkcji Szkoły Głównej Planowania i Statystyki, w 1965 został naczelnikiem wydziału. W 1977 obronił pracę magisterską „Porównawcza analiza statystyczna czasu realizacji inwestycji przekazanych do eksploatacji w latach 1971-1976”, rok później objął stanowisko wicedyrektora Departamentu Budownictwa i Inwestycji GUS. W latach 1975–1982 odbywał staże zagraniczne w urzędach statystycznych w Bułgarii, Węgrzech, ZSRR i NRD. Prowadził wykłady na kursach, seminariach i szkoleniach organizowanych przez GUS dla pracowników terenowych służb statystycznych i jednostek sprawozdawczych. Za zaangażowanie i wkład w działalność statystyczną był wielokrotnie nagradzany i odznaczany resortowo. Pochowany na cmentarzu Bródnowskim (kwatera 4C-6-26). 

## Praca zawodowa
Stanisław Bychawski zajmował się statystyką budownictwa i inwestycji, efektów i nakładów inwestycyjnych, długością cykli inwestycyjnych oraz budownictwem mieszkaniowym. Tworzył instrukcje metodologiczne badań statystycznych, a także opracowania końcowe i analityczne. Uczestniczył w opracowaniu Rocznika Statystyki Inwestycji i Środków Trwałych 1946-1966 oraz roczników w latach następnych. Był autorem artykułów publikowanych w Wiadomościach Statystycznych i Statystyku Terenowym, pisał o inwestycjach budowlanych w gospodarce prywatnej, budownictwie mieszkaniowym oraz cyklach realizacji inwestycji.     